# 日本学術協力財団
公益財団法人日本学術協力財団（にほんがくじゅつきょうりょくざいだん）は、学術研究に関する調査、資料の収集整備、情報提供に関する事業などを実施している公益法人。元内閣府所管。

## 概要
日本の科学者の活動に広く協力することを目的として1986年10月17日に設立された。設立当初から財団法人の会員は日本学術会議会員が中心で、また学術団体と政府機関が参加する。趣旨のひとつに国民の科学に対する意識を高めることを含み、また学術の発展に基づき増大する科学の社会貢献に注目している。
日本の科学者が国際社会で担う役割の補強については、加盟学会や協会の会員を冊子『学会名鑑』出版事業 (3年ごと更新) に掲載。科学技術振興機構と日本学術会議との連携から、2011年7月29日には冊子版名簿をウェブ版に公開し、ReaDとJ-STAGEとのデータ連携によって、研究者の論文など情報検索の利便性を高め、また調査結果を年度ごとに反映している (例：平成30年度分更新は2019年3月4日に実施)。
公益財団法人に移行した2013年（平成25年）4月1日より法人格の活動拡充に取り組み、情報発信を増やした。

## 改組
2016年以降、改組により旧公式サイトから独自ドメインに変更されている。合わせて学会誌『学術の動向』は2017年4月号より『学術の動向――科学と社会をつなぐ』に改称、編集委員は日本学術会議の第24期発足 (2017年10月) を期に交替し、編集委員名簿は直近で2018年11月22日に更新された。